# 093型原子力潜水艦
093型原子力潜水艦は、中国人民解放軍海軍の原子力潜水艦である。NATOコードネームは殷王朝の別名に因んで商級（Shang Class）。

## 概要
旧式化した091型（漢級）の後継として開発された中国人民解放軍海軍で2番目の攻撃型原潜である。ロシアからヴィクターIII型原子力潜水艦の技術を導入して静粛性の向上を図っている。ただし、セイルの形状はヴィクター型と全く異なり、潜舵もセイル取り付けであるなど、外形は全く異なる。アメリカ海軍の評価では、静粛性もヴィクターIII型に劣るとされている(ヴィクターIII型の静粛性は、概ねスタージョン級やロサンゼルス級の初期型と同レベル)。
1番艦「長征7号」は1994年に起工されたが、技術的な問題などで建造に時間がかかり、2006年の就役までに12年を要した。2007年になると、この艦の発展型である094型が航海している様子が撮影され、本艦が実戦配備されている可能性が濃厚となった。同年8月には、中国人民解放軍の公式雑誌『現代艦船』で写真が公開され、技術的課題が解決され2006年の12月に1番艦が就役したと伝えた。就役まで12年を要した1番艦に対して、2番艦は2000年建造開始、2007年就役と建造期間は短縮された。しかし3番艦が就役したのは5年後の2012年のことだった。
2015～2016年には、船体を若干延長し水中放射雑音も抑えたほか、曳航ソナーを装備した改良型の093A型が4～6番艦として就役した。さらに、セイル後方を隆起させた改良型の093B型が7番艦・8番艦として2017～2018年に就役した。

## 同艦型
渤海船舶重工で建造されている。なお、人民解放軍海軍が発表した写真は修整で個別の艦の識別を困難になっているほか、アメリカ議会の報告では409の艦番号を付与された艦は4隻存在するとされており、実際の建造隻数がより多い可能性が指摘されている。

### 一覧表
| 艦番号 | 艦名     | 建造         | 起工            | 就役        | 所属           | 運用状況 |
| 093型  | 093型    | 093型        | 093型           | 093型       | 093型          | 093型    |
| ------ | -------- | ------------ | --------------- | ----------- | -------------- | -------- |
| 407    | 長征7号  | 渤海船舶重工 | 2002年 12月24日 | 2006年 12月 | 龍坡海軍基地   | 就役中   |
| 408    | 長征8号  | 渤海船舶重工 | 2000年          | 2008年      | 龍坡海軍基地   | 就役中   |
| 409    | 長征1号  | 渤海船舶重工 |                 | 2012年      | 龍坡海軍基地   | 就役中   |
| 093A型 |          |              |                 |             |                |          |
| 410    | 長征2号  | 渤海船舶重工 | 2012年          | 2014年      | 龍坡海軍基地   | 就役中   |
| 415    | 長征13号 | 渤海船舶重工 | 2013年          | 不明        | 姜各荘海軍基地 | 就役中   |
| 416    | 長征3号  | 渤海船舶重工 |                 | 不明        | 姜各荘海軍基地 | 就役中   |
| 417    | 長征14号 | 渤海船舶重工 |                 | 不明        | 姜各荘海軍基地 | 就役中   |
| 418    | 長征15号 | 渤海船舶重工 |                 | 2017年      | 姜各荘海軍基地 | 就役中   |
| 419    | 長征16号 | 渤海船舶重工 |                 | 2018年      | 姜各荘海軍基地 | 就役中   |
| 093B型 |          |              |                 |             |                |          |
|        |          | 渤海船舶重工 | 2022年          |             |                | 艤装中   |
|        |          | 渤海船舶重工 | 2023年          |             |                | 艤装中   |

### 運用史
中国人民解放軍海軍が技術や兵站上の問題を改善し、潜水艦の遠洋航海に乗り出したのは、事実上2000年代の半ばからと、その期間は未だ長くはない。その中において、093型は遠距離展開を図っており、2014年にはインド洋において哨戒活動を行っている。
2018年1月10日から11日にかけて尖閣諸島（沖縄県石垣市）の接続水域を潜没航行した潜水艦1隻が同12日に中華人民共和国の国旗を掲げて東シナ海を浮上航行したことを、日本の海上自衛隊が確認した。小野寺五典防衛大臣は同15日、この潜水艦が商級であると記者団に説明した。『産経新聞』の報道によると、この潜水艦は商級改良型の可能性があり、その場合、最大射程540kmの巡航ミサイル十数発を搭載可能で、中国海軍がアメリカ海軍の空母部隊に対してとっている接近阻止・領域拒否戦略の一端を担っているとみられる。
2020年、アメリカの企業により、海南島の楡林港地下基地に出入りする093型原子力潜水艦を捉えたとする衛星画像が公開されている。